# Mack Sennett
Mack Sennett (Michael Sinnott: Richmond, Quebec, Canadá 17 de enero de 1880-Woodland Hills, Los Ángeles, California, 5 de noviembre de 1960) fue un actor cómico y director de cine mudo canadiense. Sennett fue un innovador de la comedia cinematográfica llamada slapstick. A lo largo de su vida fue conocido como el "Rey de la Comedia".
Nacido en Danville (Quebec), en 1880, se inició en el cine en la Biograph Company de Nueva York, y más tarde abrió los Keystone Studios en Edendale (California) en 1912. Keystone poseía el primer escenario cinematográfico completamente cerrado, y Sennett se hizo famoso como creador de rutinas slapstick como el lanzamiento de tartas y las persecuciones de coches, como se ve en las películas Keystone Cops. También produjo cortometrajes que mostraban a sus Bathing Beauties, muchas de las cuales llegaron a desarrollar exitosas carreras como actrices.
Tras luchar contra la bancarrota y el dominio del cine sonoros a principios de la década de 1930, Sennett recibió un Premio de la Academia honorífico en 1938 por sus contribuciones a la industria cinematográfica, describiéndole la Academia como un «maestro de la diversión, descubridor de estrellas, simpático, amable y comprensivo genio de la comedia».

## Biografía

### Primeros años
Nacido Michael Sinnott en Danville, Quebec, era hijo de católico irlandés John Sinnott y Catherine Foy. Sus padres se casaron en 1879 en Tingwick, Quebec, y se trasladaron ese mismo año a Richmond, Quebec, donde Sinnott fue contratado como obrero. En 1883, cuando nació George, el hermano de Sennett, Sinnott trabajaba como posadero, puesto que ocupó durante muchos años. Los padres de Sennett tuvieron a todos sus hijos y criaron a su familia en Richmond, entonces un pequeño pueblo de Eastern Townships. En aquella época, los abuelos de Sennett vivían en Danville, Quebec. Sennett se trasladó a Connecticut cuando tenía 17 años.
Era hijo de granjeros inmigrantes de origen católico irlandés. Su padre era herrero en una pequeña población ubicada en los Cantons-de-l'Est, en Canadá. A los 17 años su familia se trasladó a Connecticut, en Estados Unidos. 
La familia vivió durante un tiempo en la ciudad de Northampton, en Massachusetts, donde según su autobiografía, tuvo la idea de trabajar en el teatro tras ver un espectáculo de vodevil. Decía que "su madre y el posterior presidente de Estados Unidos Calvin Coolidge, intentaron disuadirle de sus ambiciones teatrales".

### Carrera profesional
Más tarde, viviendo en Nueva York trabajó como cantante, bailarín, payaso, actor (solía representar a personajes rurales y lerdos), decorador y director para la compañía Biograph.

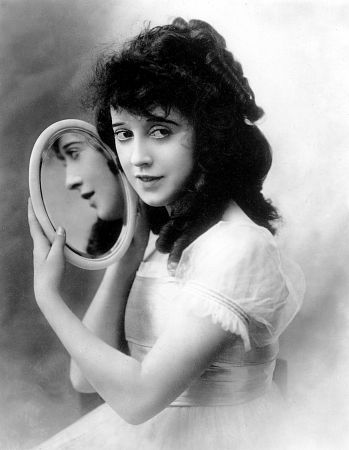
Mabel Normand.

Con respaldo financiero de Adam Kessel y Charles O. Bauman dueños de la New York Motion Picture Company, en 1912 fundó Keystone Studios en Edendale, Los Ángeles, California. Todavía se conserva el edificio principal original, el primer estudio y escenario totalmente cerrado de la historia del cine. Muchos actores de importancia iniciaron sus carreras con Sennett, como Mabel Normand, Charlie Chaplin, Harry Langdon, Raymond Griffith, Gloria Swanson, Ford Sterling, Andy Clyde, Bing Crosby, W. C. Fields y Roscoe Arbuckle.

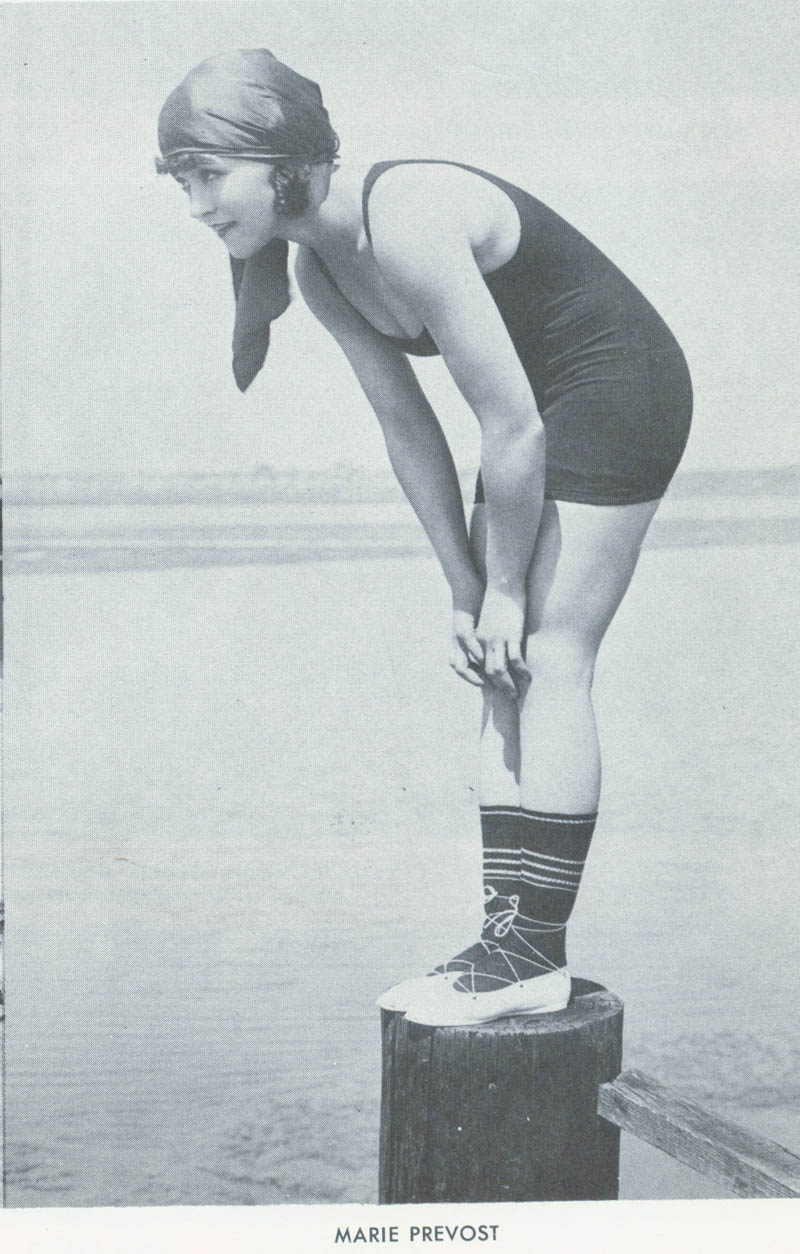
Marie Prevost.

Sus comedias eran famosas por sus disparatadas carreras de coches y sus batallas de pasteles. Su primera actriz fue Mabel Normand, que se convirtió en una estrella (y con la cual tuvo una tormentosa relación personal). En sus películas figuraban un conjunto de chicas conocidas como las Sennett Bathing Beauties (las Bellezas Bañistas de Sennett) entre las cuales estaban Juanita Hansen y Marie Prevost. También creó las Kid Comedies, antecesoras de las películas de Our Gang (La Pandilla), cuyo nombre se hizo sinónimo de comedia cinematográfica. 
En 1915 Keystone Studios se convirtió en una unidad de producción autónoma de la ambiciosa Triangle Pictures Corporation, según Sennett se aliaba con los peces gordos de la industria cinematográfica D. W. Griffith y Thomas Harper Ince.
En 1917 dejó la marca Keystone y organizó su propia compañía, Mack Sennett Comedies Corporation, produciendo cortos cómicos de mayor duración y unos pocos largometrajes. Durante la década de 1920 sus cortos tuvieron gran demanda, con estrellas como Billy Bevan, Andy Clyde, Harry Gribbon, Vernon Dent, Alice Day, Ralph Graves, Charlie Murray, y Harry Langdon. Otras de sus grandes estrellas fueron Ben Turpin y Mabel Normand.
El historiador cinematográfico Richard Koszarski matiza la influencia de la "fábrica de diversión" en la interpretación cómica cinematográfica:
"Aunque Mack Sennett ocupa un lugar seguro y valorado en la historia de la comedia cinematográfica, no es seguramente como desarrollador de talentos individuales... Chaplin, Langdon y Lloyd formaron parte del elenco en un momento u otro, pero desarrollaron sus estilos sólo a pesar de Sennett, y alcanzaron sus cimas artísticas sólo lejos de su influencia... la comedia cinematográfica siguió el ejemplo de Chaplin y comenzó a centrarse más en la personalidad que en la situación."
Muchas de sus películas de los inicios de la década de 1920, fueron heredadas por Warner Brothers cuando esta compañía se fusionó con la distribuidora original, First National. Warner añadió música y comentarios a varios de estos cortos, pero al final destruyó los elementos originales por problemas de espacio para el almacenaje. Como resultado, muchos filmes de Sennett, especialmente los de su período más productivo y creador, ya no existen.
A mediados de la década de 1920 la distribuidora Pathé tenía un gran mercado, pero tomó decisiones corporativas erróneas, como intentar vender demasiadas comedias al mismo tiempo (incluyendo las del principal competidor de Sennett, Hal Roach). 
En 1927 Paramount Pictures y Metro-Goldwyn-Mayer, los dos principales estudios de Hollywood, notando los beneficios conseguidos por compañías como Pathé y Educational Pictures, se reincorporaron en la producción y distribución de cortos. Roach firmó con la MGM, pero Sennett y Pathé se encontraron en dificultades ya que los centenares de exhibidores que previamente habían alquilado sus cortos se decantaron por los nuevos productos de MGM o Paramount. 
Sennett tuvo una transición razonablemente suave al cine sonoro, estrenando sus películas con la compañía de Earle Hammons, Educational Pictures. 
Ocasionalmente experimentó con el color y fue el primero en lanzar al mercado cinematográfico un corto sonoro, en 1928. En 1932 fue nominado por la Academia de las Artes y las Ciencias Cinematográficas de Hollywood en la categoría "Short Subjects, comedy" (hoy Mejor Cortometraje de Ficción) por producir The Loud Mouth, y ganó la categoría "Short subjects, novelty" (discontinuado en 1935) por su película Wrestling Swordfish.
A menudo se aferraba a técnicas obsoletas, por lo cual sus películas de comienzos de la década de 1930 parecen pasadas de moda y pintorescas. Esto condenó su intento de volver al mercado cinematográfico con Hypnotized (protagonizada por los comediantes del género Minstrel, Moran y Mack). Sin embargo disfrutó de un gran éxito con comedias cortas protagonizadas por Bing Crosby; estas películas fueron probablemente decisivas para que los productos de Sennett fueran aceptados por Paramount Pictures. 
El estudio de Sennett no sobrevivió a la Gran Depresión; la colaboración Sennett-Paramount duró solo un año, y fue forzado a la bancarrota en noviembre de 1933. Pasó a un semi-retiro dos años después, a los 55 años de edad, tras haber producido más de mil películas mudas y varias docenas de películas sonoras durante su carrera de 25 años. La propiedad de su estudio pasó a Mascot Pictures (posteriormente parte de Republic Pictures), y muchos de sus empleados encontraron trabajo en Columbia Pictures.
Entre sus últimos trabajos se incluye la dirección de Buster Keaton en Timid Young Man (1935), y su aparición en Hollywood Cavalcade (1939). En 1949 facilitó material para la recopilación Down Memory Lane (1949). 
Fue retratado en la serie de televisión This is Your Life en 1956, y tuvo una aparición en Abbott and Costello Meet the Keystone Kops (1955). 
Falleció en a los 80 años y fue enterrado en el cementerio Holy Cross en Culver City, California.

## Producción independiente

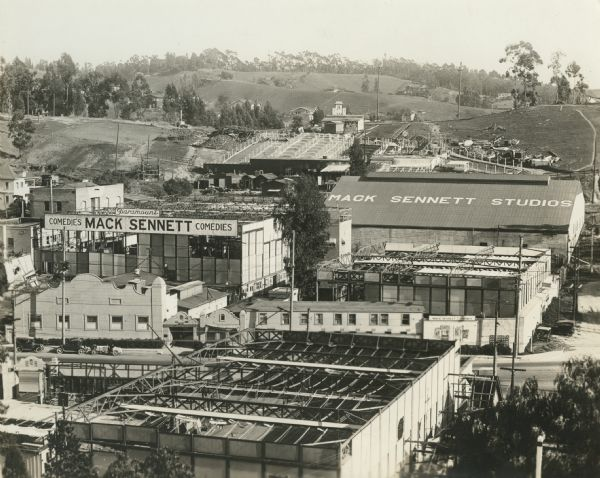
Estudios Mack Sennett, c. 1917

En 1917, Sennett renunció a la marca Keystone y organizó su propia compañía, Mack Sennett Comedies Corporation.Los jefes de Sennett conservaron la marca Keystone y produjeron una serie barata de cortometrajes cómicos que eran «Keystones» sólo de nombre: no tuvieron éxito, y Sennett no tenía ninguna relación con ellos, y Sennett pasó a producir cortometrajes cómicos más ambiciosos y unos pocos largometrajes.
Muchas de las películas de Sennett de principios de la década de 1920 fueron heredadas por Warner Bros.. Warner Bros. se fusionó con el distribuidor original, First National, y añadió música y comentarios a varios de estos cortos. Muchas de las películas de este periodo se deterioraron físicamente debido a un almacenamiento inadecuado. Por lo tanto, muchas de las películas de Sennett de su período más productivo y creativo ya no existen.

## Mudanza a Pathé Exchange
A mediados de la década de 1920, Sennett se pasó a la distribución de Pathé Exchange. En 1927, los dos estudios más exitosos de Hollywood, Metro-Goldwyn-Mayer y Paramount Pictures, tomaron nota de los beneficios que estaban obteniendo compañías más pequeñas como Pathé Exchange y Earle Hammons's Educational Pictures.  MGM se hizo cargo de los cortometrajes cómicos de Hal Roach de Pathé, y Paramount reactivó sus cortos. Cientos de otros exhibidores y cines independientes cambiaron Pathé por los nuevos cortometrajes de MGM o Paramount, pero Sennett permaneció fiel a Pathé y cumplió su contrato para ofrecer comedias mudas hasta 1929.

## Películas sonoras
En 1928, Sennett rescindió todos sus contratos y adaptó su estudio a la nueva tecnología del cine sonoro. Su estrella principal, Ben Turpin, se quedó sin trabajo y se trasladó al estudio de Weiss Brothers. El entusiasmo de Sennett por las películas sonoras era tal que fue el primero en sacar al mercado un cortometraje sonoro en 1928.
Sennett realizó una transición razonablemente suave a las películas sonoras, estrenándolas a través de Educational. Sennett también experimentó ocasionalmente con el color.  En 1932, fue nominado para el Premio de la Academia para el cortometraje de acción en vivo en la división de comedia para la producción de The Loud Mouth (con Matt McHugh, en el papel de deporte-heckler más tarde tomado en Columbia Pictures remakes por Charley Chase y Shemp Howard).  Sennett también ganó un Oscar en la división de novedades por su película Pez Espada Luchador, también en 1932.

## Legado
En marzo de 1938 Mack Senett fue premiado con un Óscar Honorífico,

Por su duradera contribución a la técnica de la comedia cinematográfica, cuyos principios básicos son tan importantes hoy como cuando se pusieron en práctica por primera vez, la Academia presenta un especial reconocimiento al maestro de la diversión, descubridor de estrellas, amable, comprensivo genio de la comedia, Mack Sennett.

Por su contribución a la industria cinematográfica Sennett fue recompensado con una estrella en el Paseo de la Fama de Hollywood, en el 6712 de Hollywood Blvd. Además, en 2004, fue incluido en Paseo de la Fama de Canadá.

## Miscelánea
La partitura de Henry Mancini para la película de 1963 La pantera rosa contiene un segmento llamado "Sombras de Sennett". Acompaña la escena en la que el incompetente detective Inspector Clouseau se ve involucrado en una persecución con diferentes vehículos.
En 1974, Michael Stewart y Jerry Herman escribieron el musical Mack y Mabel, describiendo el romance entre Sennett y Mabel Normand.

## Ficción
El productor es recreado por Dan Aykroyd en la película Chaplin de 1992.

## Premios y distinciones
Premios Óscar
| Año  | Categoría                       | Película            | Resultado |
| ---- | ------------------------------- | ------------------- | --------- |
| 1933 | Mejor cortometraje - comedia    | The Loud Mouth      | Nominado  |
| 1933 | Mejor cortometraje - Innovación | Wrestling Swordfish | Ganador   |
| 1938 | Óscar honorífico                | -                   | Ganador   |